# Allyn King
Allyn S. King (1 de febrero de 1899 — 31 de marzo de 1930) fue una actriz y cantante de cine y teatro estadounidense que comenzó su carrera en el vodevil y, más tarde como intérprete de Ziegfeld Follies.

## Primeros años
King nació en Carolina del Norte, hija de Allen S. y Phoebe (née Whitaker) King. Al año siguiente de su nacimiento, la familia King vivía en Winston (actual Winston-Salem), donde su padre estudiaba medicina. Allen King era de Luisiana y, tras licenciarse a principios del siglo XX, regresó a su estado natal para establecer una consulta médica en Morgan City. La familia de Phoebe King era originaria de Goldsboro, Carolina del Norte, a unas 54 millas al sureste de Raleigh, donde algunos relatos de prensa indican que Allyn King vivió más tarde allí.
El 19 de mayo de 1909, Leroy Oliver, de 16 años, hijo de un médico fallecido, entró en la oficina del Dr. King en Morgan City y le disparó mortalmente. Oliver dijo posteriormente a la policía que el Dr. King se había aprovechado supuestamente de su hermana. En el momento del asesinato de su esposo, Phoebe King y sus hijas, Phoebe y Allyn, estaban visitando a unos parientes en Carolina del Norte.

## Carrera
La carrera teatral de King comenzó a una edad temprana. A los 15 años ya actuaba en vodevil como cantante cómica en el Proctor's Twenty-Third Street Theatre de Nueva York, y al año siguiente como cómica y bailarina en el Ziegfeld Midnight Frolic.
En septiembre de 1916, sustituyó a Justine Johnstone, después de que ésta renunciara por la negativa de Florenz Ziegfeld, Jr. a permitir que su novio visitara su camerino. King permanecería con Ziegfeld durante cinco temporadas antes de alcanzar un modesto éxito en Broadway a principios de los años veinte.

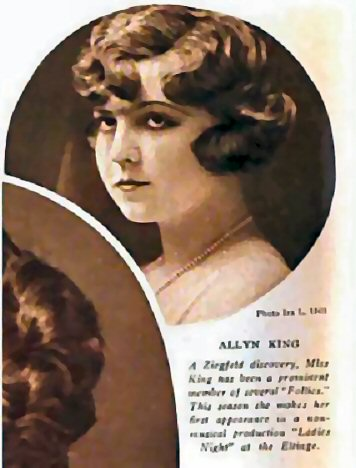
King en Theatre Magazine, 1920

Interpretó a Alicia Bonner en la comedia de éxito de 1920 Ladies' Night, de Avery Hopwood, con 360 representaciones en el Eltinge Theatre de la calle 42, y a Louise Endicott en la exitosa comedia musical de 1924 Moonlight, de William LeBaron y Con Conrad, con 174 representaciones en el Longacre Theatre. King participó en la gira de 1925 de la obra Seduction, una producción en la que aparecían bailarinas de harén. Sus otros espectáculos en Broadway, Sun Showers (1923), Florida Girl (1925) y 90 Horsepower (1926), fueron de corta duración.
King apareció al menos en una película muda, The Fighting Blade (1923), en la que interpretaba a Charlotte Musgrove, hermana de Thomsine, cuyo amante, el holandés Karl Van Kerstenbrook, había llegado a Inglaterra para servir en el ejército de Oliver Cromwell.

### Declive de su carrera
En 1927, King estuvo a punto de morir tras someterse a una dieta casi famélica combinada con pastillas para adelgazar en un intento de mantener la figura juvenil de moda en la época. Pasó casi dos años recuperándose en un sanatorio antes de irse a vivir con una tía a la ciudad de Nueva York. El deseo de King de pesar entre 20 y 30 libras por debajo de su peso óptimo estaba alimentado por la siguiente cláusula de su contrato de trabajo.
Se hace expresamente parte de este acuerdo y es una parte esencial, por lo tanto, que si en cualquier momento durante la vigencia de dicho acuerdo, usted aumenta de peso más de dieciséis libras o disminuye de peso más de diez libras o deja que las dimensiones de cualquier parte de su figura varíen más de media pulgada de lo siguiente, peso 115 libras, cuello 12 ½ pulgadas, busto 34 pulgadas, parte superior del brazo 11, parte inferior del brazo 7 ½, cintura 26, caderas 34, muslo 18, pantorrilla 12, tobillo 8 ½, entonces y en ese caso tendremos derecho a cancelar este contrato avisándole con una semana de antelación.
Después de abandonar el sanatorio para vivir con su tía, King estudió música con aspiraciones a una posible carrera en la radio.

## Vida personal
En 1924, King se comprometió con Carl Wiedemann, un acaudalado cervecero de Newport, Kentucky, propietario del caballo de carreras In Memoriam. Más tarde, Wiedemann declaró: "No estoy casado ni prometido".

## Muerte
El 29 de marzo de 1930, King saltó desde el quinto piso del apartamento de su tía en la ciudad de Nueva York a un patio inferior. Había dejado una nota en la que se lamentaba de que nunca volvería a Broadway. King sobrevivió a la caída con las extremidades rotas y una fractura de cráneo de la que los médicos confiaban en que pudiera recuperarse. Aunque King estaba alerta y parecía estar de buen humor, su estado se deterioró y murió a causa de sus heridas el 31 de marzo de 1930. El año anterior, la muerte de la actriz alemana Marietta Millner también se atribuyó a una dieta excesiva para cumplir sus obligaciones contractuales.
Cerca de 200 personas asistieron al funeral de King el 2 de abril en la Campbell Funeral Church de Broadway y la calle 66, al que siguió un entierro privado al que asistieron su madre, su hermana, amigos íntimos y familiares en el cementerio Mount Hope de Hastings-on-Hudson, Nueva York (ahora llamado Westchester Hills Cemetery).